# العمارة الخشبية الصينية القديمة

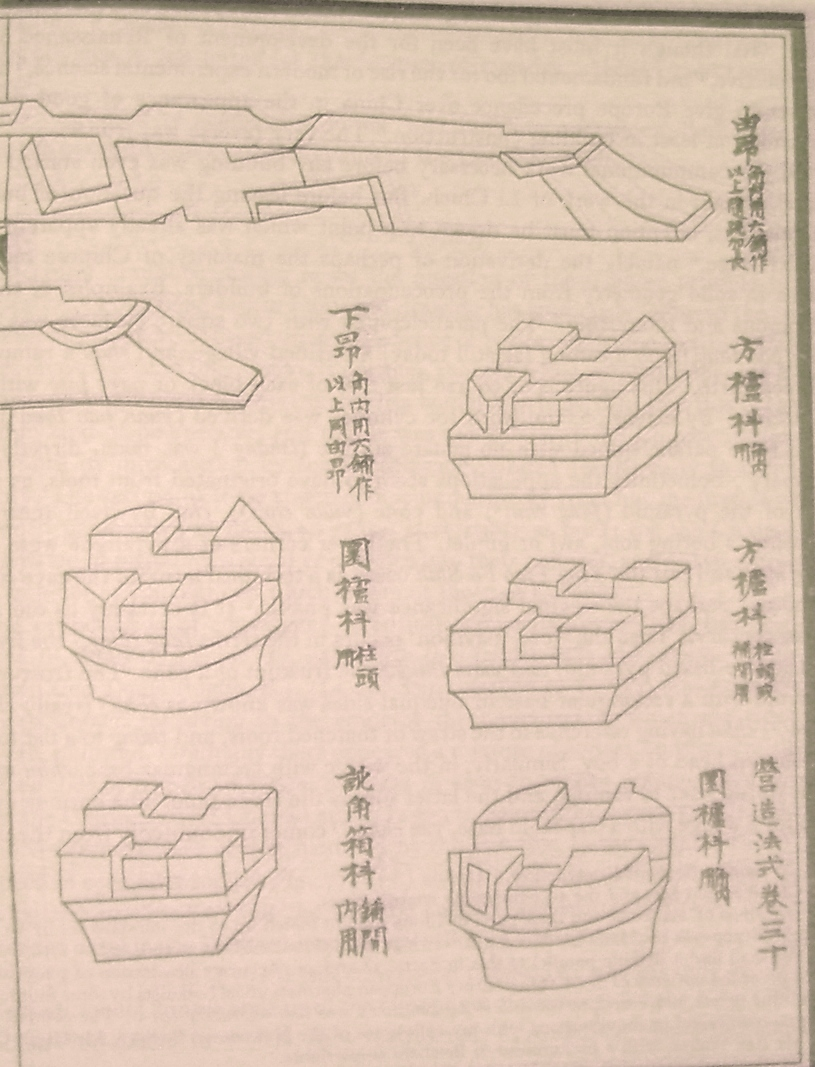

تعتبر العمارة الخشبية الصينية القديمة من بين التقاليد المعمارية العظيمة الأقل دراسة في العالم من وجهة النظر الغربية. على الرغم من أن التاريخ المعماري الصيني يعود إلى زمن بعيد، غالبًا ما يقتصر وصف العمارة الصينية على المدينة المحرمة مع القليل من الأشياء التي اكتشفها الغرب. وُحدت السمات المشتركة للعمارة الصينية في مفردات توضح الأشكال والأساليب الصينية الفريدة، لكنها لم تكن متاحة حتى وقت قريب. نظرًا لنقص المعرفة حول جذور العمارة الصينية، غالبًا ما يُترجم وصف عناصرها إلى المصطلحات الغربية والنظرية المعمارية، مما يسبب فقدانها لمعانيها الصينية الفريدة. كان سبب هذا النقص هو عدم ترجمة أهم دليلين عن العمارة الحكومية الصينية إلى أية لغة غربية، وهما ينغاز فاشي من سلالة سونغ ومعايير تشينغ.

## السجلات التاريخية
تحتوي العمارة الصينية القديمة على العديد من العناصر المماثلة جزئيًا، بسبب الطريقة الصينية المبكرة لتوحيد ووصف السمات الموحدة للهياكل. تُسجل المعايير في الكتيبات والرسومات البيروقراطية التي تُمرر عبر الأجيال والسلالات، والتي تمثل السمات المعمارية التي ظلت مستمرة على مدى آلاف السنين بدءًا من أقدم دليل على التمدن الإمبراطوري الصيني المتاح اليوم بسبب الحفريات التي بدأت في أوائل الثمانينيات من القرن العشرين. تتضمن المخططات على سبيل المثال، رسومات معمارية ثنائية الأبعاد تعود إلى وقت مبكر من الألفية الأولى بعد الميلاد، تشرح الاتجاه القوي للسمات المعمارية المشتركة في العمارة الصينية، التي تطورت بفعل عملية تطورية معقدة ولكنها كانت موحدة آلاف السنين.
أدى الاعتماد على النص في الأوصاف الأثرية مؤخرًا، إلى أدراك أن الحفريات الأثرية التي تجريها جمهورية الصين الشعبية توفر دليلًا أفضل على الحياة اليومية الصينية والمراسم الاحتفالية التي تعود للعصر الحجري الحديث وحتى القرون الأخيرة. على سبيل المثال، قدم التنقيب عن القبور أدلة على صورة طبق الأصل من أجزاء المباني الخشبية، وأثمر عن مخططات للموقع عمرها آلاف السنين، ويُعد التنقيب الأخير في موقع بيفودي ما قبل التاريخي مثالًا على ذلك.
يتألف أساس العمارة الصينية من ثلاثة مكونات هي منصة الأساس والإطار الخشبي والسقف الزخرفي. بالإضافة إلى ذلك، فإن الميزة الأكثر أساسية هي السياج المستطيل ذو الجوانب الأربعة، وهذا ما يعني الهياكل ذات الجدران التي تُشكل بزوايا قائمة وموجهة بالاتجاهات الأساسية. يتجلى الاعتقاد الصيني التقليدي ماديًا في العمارة من خلال الشكل المربع مع جهات العالم الأربعة.

## السمات الإنشائية

### منصة الأساس
ساد استخدام التربة المدكوكة والطوب اللبن غير المطبوخ بحلول منتصف العصر الحجري الحديث. ظل الهانغتو (الراسب الطفالي) ودك طبقات التربة لصنع الجدران والحواجز والأساسات عناصر من البناء الصيني لآلاف السنين. أُقيم سور الصين العظيم المبني من الهانغتو في الألفية الأولى قبل الميلاد. عادة ما تُبنى جدران طوب اللبن المجفف بأشعة الشمس وجدران التربة المدكوكة بالاستعانة بإطارات خشبية. تُقسى الأرضيات الترابية الصلبة بتعريضها للحرارة.

### الإطار الخشبي
أحد الإنجازات الأساسية للعمارة الخشبية هو الإطار الخشبي الحامل، وهو عبارة عن شبكة من الدعامات الخشبية المتشابكة التي تكون بمثابة الهيكل العظمي للمبنى. يُعتبر هذا مساهمة الصين الرئيسية في التكنولوجيا المعمارية العالمية. مع ذلك، من غير المعروف كيف وضع البناؤون أعمدة الدعم الخشبية تلك في مكانها.
على عكس العمارة الغربية، شكل الجدار في العمارة الخشبية الصينية القديمة سياجًا فقط ولم يؤد وظيفة العنصر الحامل. دُعمت المباني في الصين بإطارات خشبية لمدة زمنية تصل لسبعة آلاف سنة. يعود ظهور الإطار الصيني الخشبي المفصلي المميز إلى العصر الحجري الحديث. استُخدم اللسان والنقر لبناء منازل ذات إطارات خشبية قبل سبعة آلاف سنة (يوجد الأقدم منها في موقع هيمودو في جيجانغ). جرى التعرف على آلاف من هذه المواقع من خلال المباني الدائرية أو المربعة أو مستطيلة الشكل. خلال الفترة الزمنية لثقافة يانغشاو في العصر الحجري الحديث الأوسط، عُثر على الهياكل شبه الجوفية والمستطيلة مع جوائز وأعمدة خشبية. دعمت إما الجوائز الخشبية أو التربة، الأسقف التي كانت مبنية على الأرجح من القش.